# Shanghai Maple

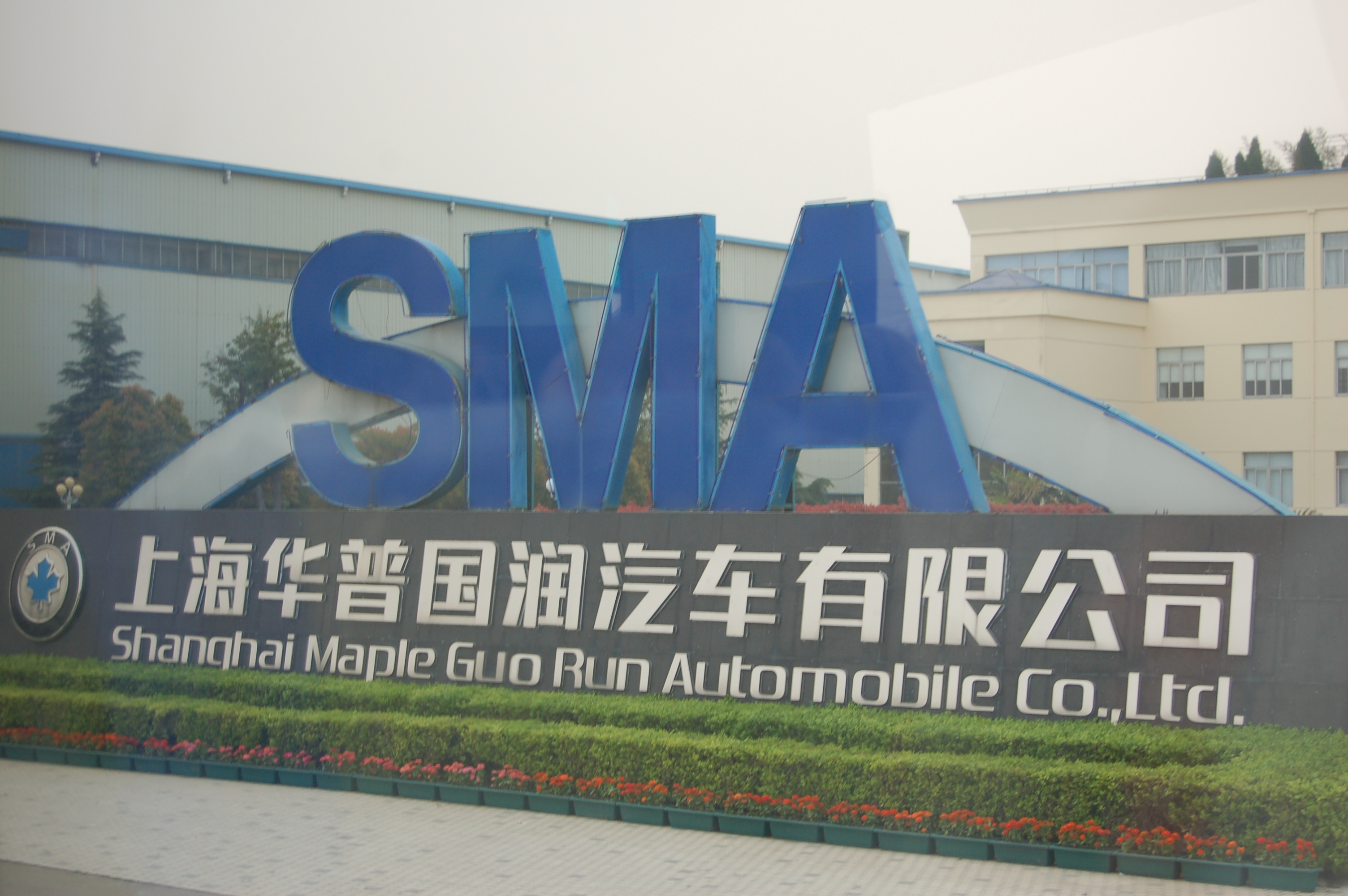
Shanghai Maple

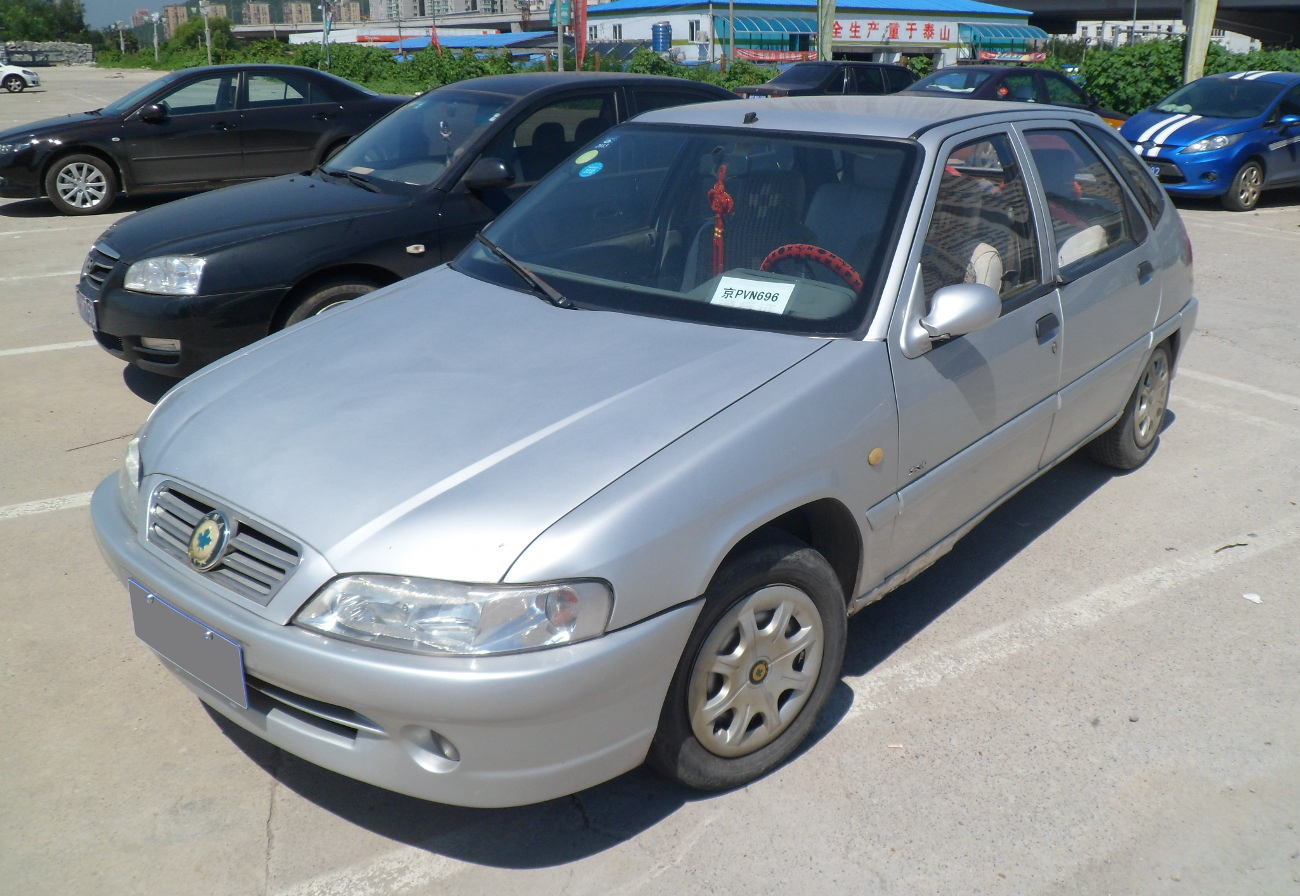
Maple Biaofeng

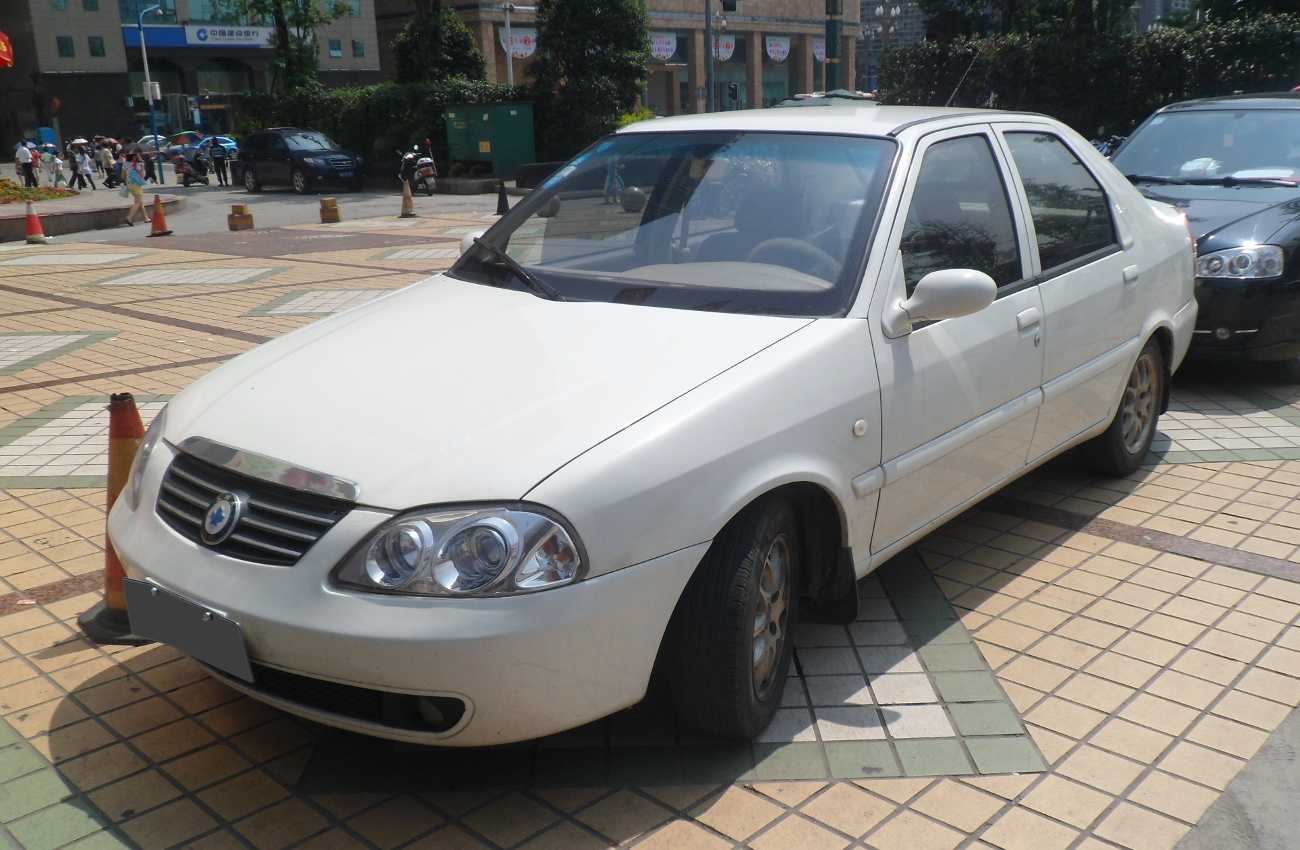
Maple Haiyu

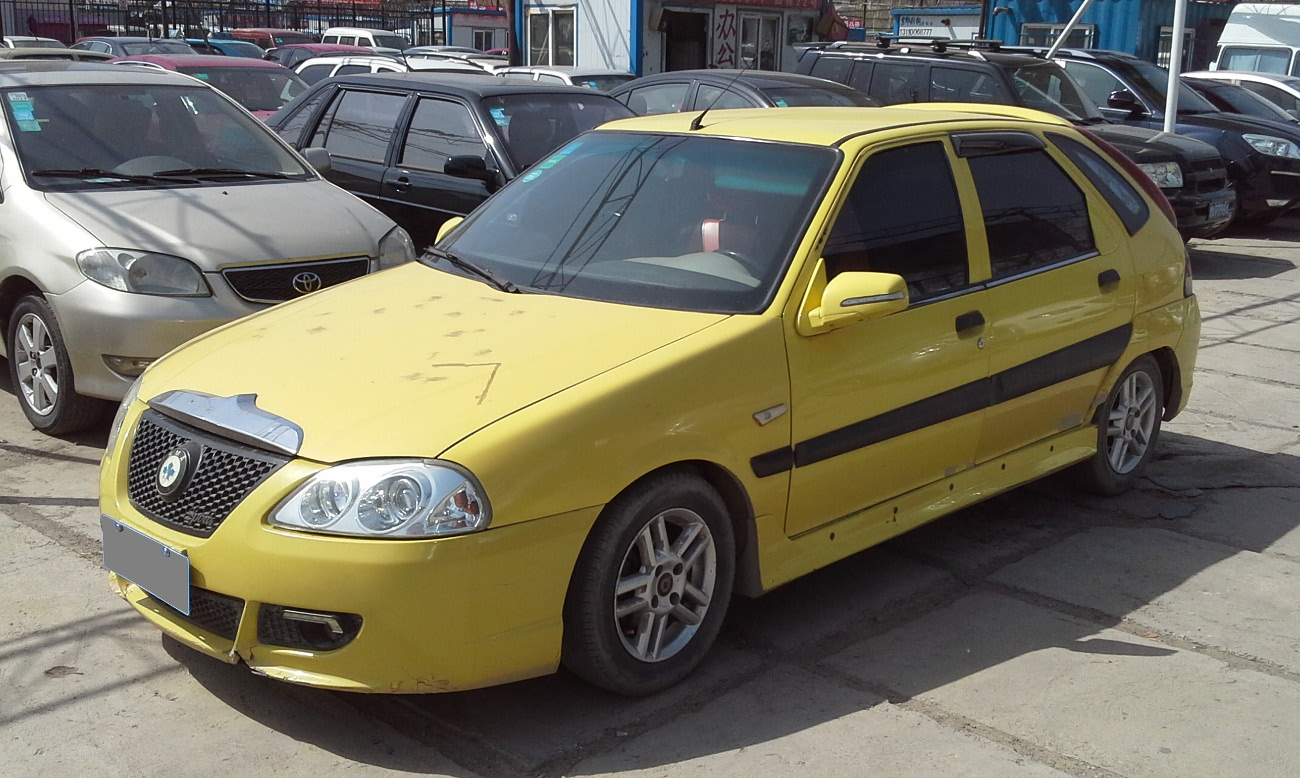
Maple Haixun

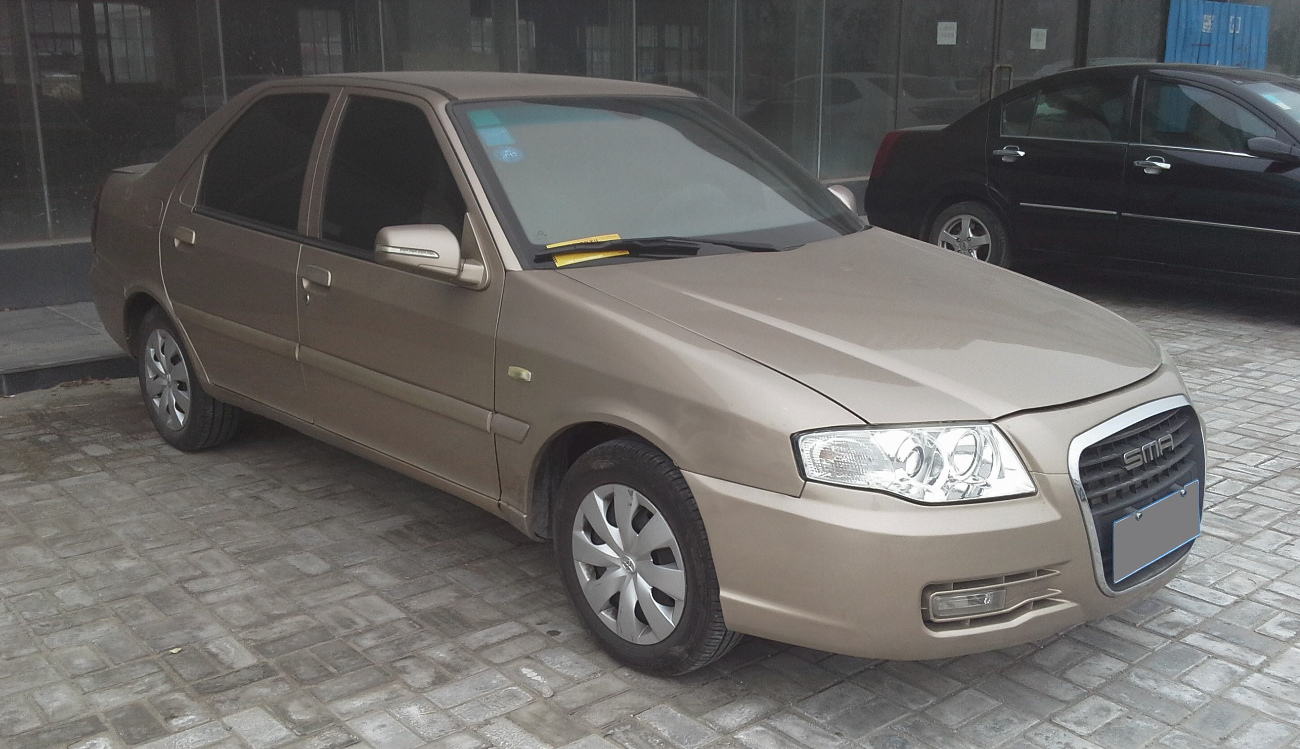
Maple Haishang

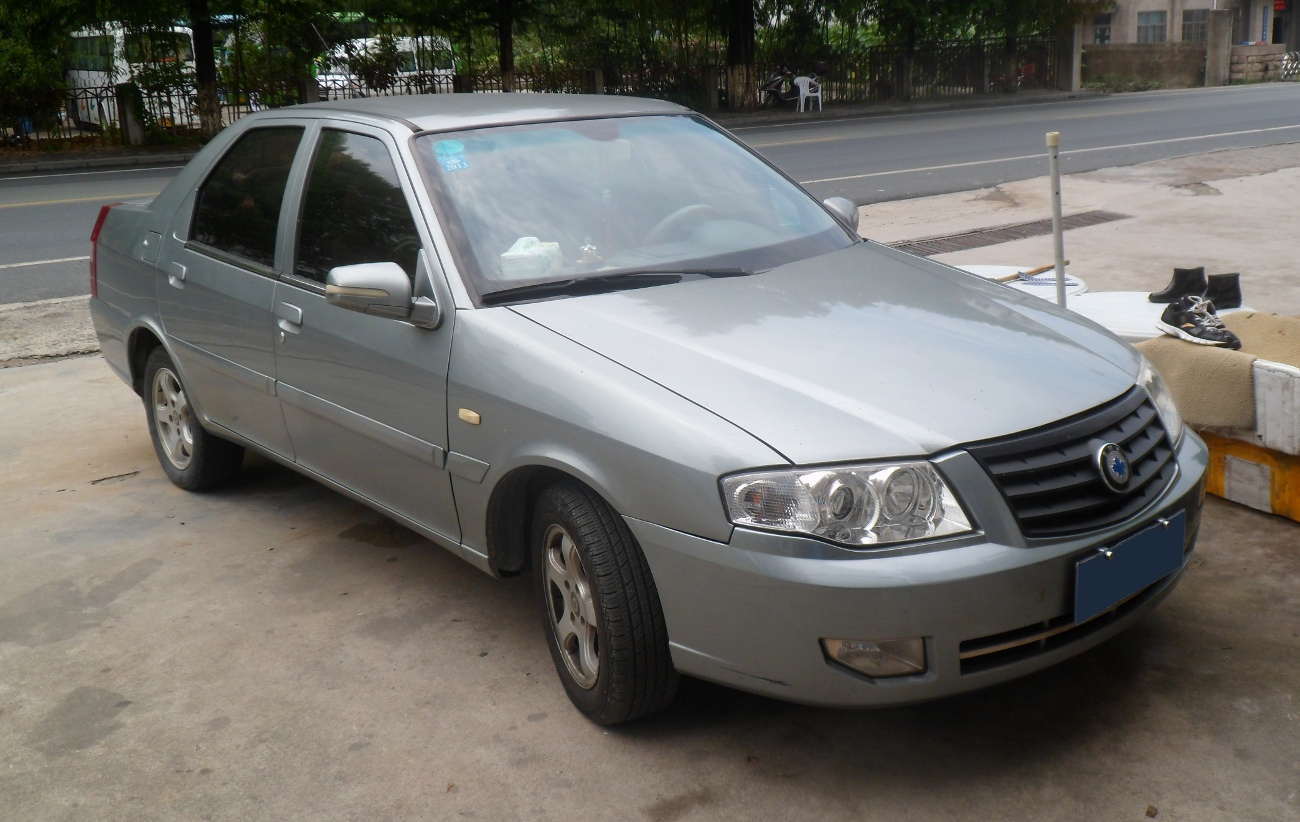
Maple Haifeng

Shanghai Maple Automobile Co. Ltd. ist ein Unternehmen der Automobilindustrie aus der Volksrepublik China.

## Unternehmensgeschichte
2002 oder 2003 übernahm Geely das Unternehmen Shanghai Jmster bzw. Jmstar (Jiesida) Company aus Shanghai und benannte es in Shanghai Huapu (Maple) bzw. Shanghai Maple Guorun Automobile um. Der Markenname lautete Maple, möglicherweise auf Chinesisch Huapu, und wurde bis 2009, möglicherweise auch bis 2010, verwendet. Eine Internetseite, die Zulassungszahlen in China erfasst, führt die Fahrzeuge allerdings unter der Marke Geely mit dem Zusatz Maple, was auf eine Submarke hindeutet. Nachfolger als Billigmarke der Geely-Gruppe wurde Englon. Am 22. März 2013 kam es zusammen mit Zhejiang Kandi Vehicles zur Gründung von Zhejiang Kandi Electric Vehicles Co. Ltd. für Fahrzeuge der Marke Kandi.
Im jährlichen Report des Geely-Konzerns für das Jahr 2019 wird das Unternehmen noch als Verkaufsgesellschaft geführt. Die Marke Maple wurde 2020 wieder eingeführt.

## Fahrzeuge
Ab Ende 2002 wurde der Jufeng SXE 7130 E gefertigt. Dieses Modell mit großer Heckklappe hatte einen Motor mit 1600 cm³ Hubraum und 63 kW Leistung. Eine andere Quelle nennt das Modell Whirlwind.
Ende 2003 ergänzte der M 203 das Sortiment. Beide Modell ähnelten dem Citroën ZX.
2004 wurde die Limousine Haiyu (Marindo) 303-SMA 7151  bzw. M 303  vorgestellt. Zur Wahl standen sowohl der Motor aus dem Haixun als auch ein größerer Motor mit 1800 cm³ Hubraum und 83 kW Leistung. Die Produktion startete im Oktober 2005.
Der M 203 wurde 2005 durch das überarbeitete Modell Haixun (Aisoon) 205-SMA 7150 ersetzt, der ebenfalls eine große Heckklappe hatte.  Sein Motor leistete aus 1500 cm³ Hubraum 69 kW.
Der Marindo wurde 2005 auf der IAA in Frankfurt am Main präsentiert.

## Produktionszahlen
| Jahr | Produktionszahl | Quelle       |
| ---- | --------------- | ------------ |
| 2000 | 0               | [ 2 ] [ 10 ] |
| 2001 | 0               | [ 2 ] [ 10 ] |
| 2002 | 0               | [ 2 ] [ 10 ] |
| 2003 | 6.620           | [ 2 ] [ 10 ] |
| 2004 | 7.650           | [ 10 ]       |
| 2005 | 24.434          | [ 3 ]        |
| 2006 | 30.505          | [ 3 ]        |
| 2007 | 31.997          | [ 3 ]        |